# De Balie
De Balie is een Nederlandse organisatie die onafhankelijke journalistieke programma's over kunst, cultuur en politiek produceert. De Balie is gevestigd aan het Kleine-Gartmanplantsoen 10 bij het Leidseplein in Amsterdam en heeft drie theaterzalen, een bioscoop en een café-restaurant.

## Geschiedenis
Toen eind jaren zeventig het gebouw van het Amsterdamse Kantongerecht en het naastliggende Huis van Bewaring 1 uit het einde van de 19e eeuw dreigden te worden afgebroken om er een Bouweshotel van acht verdiepingen te bouwen, voerden verschillende Amsterdammers de actie "Bouw es wat anders" om dat te voorkomen, onder wie Maarten Lubbers, Hedy d'Ancona en Wim T. Schippers. De gemeenteraad ging om, en gezocht werd naar een goede bestemming. In 1979 werden het Theater Frascati en De Brakke Grond gerenoveerd, waardoor vaste bespeler Theaterunie twee jaar zonder onderkomen zat. In overleg met Wethouder Jan Schaefer vonden ze een tijdelijk onderkomen in het leegstaande Kantongerecht. Architecten Pieter Zaanen en Kees Spanjers tekenden een eenvoudige verbouwing tot theater, waarvoor een budget van 150.000 gulden beschikbaar was: het bedrag dat anders aan huur van Frascati en de Brakke grond zou worden uitgegeven. Na twee jaar vertrok de Theaterunie weer uit het pand, en diende theater de Engelenbak zich aan, dat ook gerenoveerd zou worden. Weer een jaar later was Felix Rottenberg in 1982 een van de oprichters van kunstcentrum De Balie. Samen met Paul Hermanides leidde Rottenberg de organisatie en was halverwege de jaren 80 opdrachtgever voor de verbouwing van het Café en restaurant.  Architect Rogier Weijand ontwierp het Grand Café in art-deco-stijl. Andere directeuren waren onder andere Chris Keulemans, Andrée van Es, Anil Ramdas en Yoeri Albrecht. Het tijdelijke theater zoals dat in 1979 werd gerealiseerd bestaat tot op de dag van vandaag in vrijwel ongewijzigde vorm.

## Organisatie
Yoeri Albrecht is algemeen en artistiek directeur. Femke Monaghan-van Wachem is zakelijk directeur en Karlijn van de Graaf is adjunct directeur. Voorzitter van de Raad van Toezicht is Mirjam van Praag. Naast de directie bestaat de organisatie van De Balie uit de redactie en verschillende afdelingen zoals communicatie, development, productie, financiën, theatertechniek, gebouw- en systeembeheer en het Grand Café - restaurant. Er werken in totaal meer dan honderd mensen in De Balie.

## Programma
De Balie is een onafhankelijk instituut voor kunst en gesprek. In de programmering biedt De Balie een podium aan gasten uit de kunsten, politiek en wetenschap. De Balie werkt vanuit het idee dat kunst een uitgelezen vorm is om het publiek en deelnemers tot introspectie, empathie en nieuwe inzichten te brengen. Daarom bevinden de programma's zich vaak op het snijvlak van diverse disciplines, zoals theater, beeldende kunst en debat. De Balie programmeert jaarlijks meer dan 450 unieke programma's en activiteiten in Amsterdam maar ook door het land en in Europa. 
De programma's in De Balie worden bijna altijd live op internet uitgezonden via De Balie TV en een selectie is terug te luisteren via De Balie Podcast. De Balie heeft een uitgebreid archief aangelegd waarin dossiers, artikelen en video’s over programma’s en onderwerpen te vinden zijn. De website van De Balie huisvest een videoarchief van programma's. Veel programma's zijn terug te zien via YouTube.
De Balie wil een plek zijn waar vooringenomenheid en particuliere belangen aan de kant worden gezet om politieke, culturele en maatschappelijke onderwerpen in al hun complexiteit te bevragen en te duiden. Door de jaren heen zijn er een groot aantal programma-series geweest die kenmerkend zijn voor de programmering van De Balie. Voorbeelden zijn:
- Forum on European Culture: een vierdaags forum met kunst, theater en debat over de betekenis van kunst en cultuur voor de toekomst van Europa. De eerste editie vond plaats in 2016 met onder anderen Rem Koolhaas, Jude Law en Flavia Kleiner. Ook in 2018, 2020 en 2023 werd het forum georganiseerd. De volgende editie vindt plaats in 2025.
- Operatie Interview: de kunst van het interviewen staat hierbij centraal waarbij interviewers één gast bevragen. Wie de interviewers zijn blijft tot op het podium geheim. Eerdere edities waren o.a. met Eberhard van der Laan, Derk Sauer, Eric van der Burg, Mai Spijkers en Frederieke Leeflang
- Queer and Migrant Film Festival: filmfestival met focus op LGBTQ en migranten
- Live Journalism: De onderzoeksjournalistieke tak van De Balie die periodiek onderzoek doet naar actuele problematiek in de stad zoals de energietransitie, mantelzorg, luchtverontreiniging en kansenongelijkheid in het basisonderwijs. De programma’s bestaan uit gesprekken met betrokkenen en beleidsmakers en een afsluitend theaterstuk.
- Nationaal Gesprek Over Vrijheid: Een reeks gesprekken tussen bestuurlijk Nederland en studenten in het middelbaar beroepsonderwijs door het hele land over burgerschap en democratie.
- Vrijdenkersfestival: een meerdaags festival om Amsterdam als stad van vrije denkers te vieren.
- Techdenkers: een serie met maandelijks een gesprek in het pand van Adyen aan het Rokin over technologie, de rol van Tech in de maatschappij en de toekomst met o.a. Maxim Februari, Roxane van Iperen, Anil Seth en Huib Modderkolk.
- Gedeelde Grond: een serie gesprekken door het hele land met boeren, natuurbeschermers, banken, wetenschappers en politici over de toekomst van de landbouw.
- Creative4Democracy: een internationaal samenwerkingsproject met Feltrinelli in Milaan en Stadtmuseum Berlin over publieksparticipatie in de culturele sector, gefinancierd door de Europese Commissie.
- De Balie on Tour: een samenwerking met andere Nederlandse debatcentra om hun te ondersteunen bij het organiseren van democratische gesprekken op lokaal niveau.
- Exposities: In en rondom het gebouw vinden exposities plaats met werk van beginnende en gevestigde kunstenaars. Zo hing er in De Balie onder andere werk van Tony Cokes.
- PleinPubliek: een serie diepte-interviews met bekende makers, geïnterviewd door onze programmamakers.
- De Koplopers: In deze serie ontmoet Teun van de Keuken maandelijks in De Balie mensen die oplossingen van de toekomst nu al in de praktijk brengen.

## Internationale sprekers

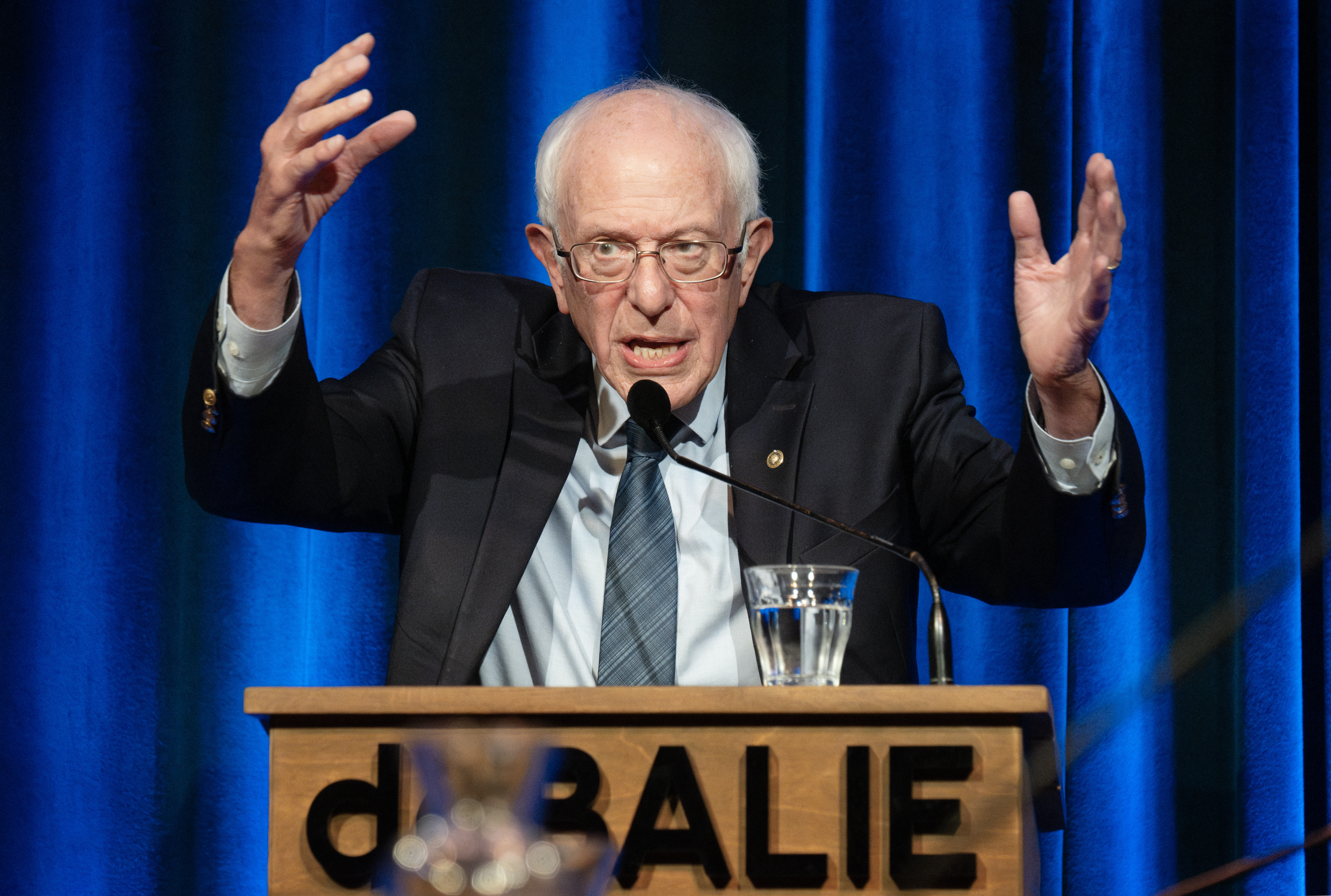
Bernie Sanders in De Balie

Vanuit de hele wereld komen sprekers naar De Balie. De Balie nodigt grote sprekers uit die bepalend zijn voor de toekomst van Europa en de aanpak van de vele crisissen waarmee de wereld zich geconfronteerd ziet.  Zoals Salman Rushdie, Peter Frankopan, Masih Alinejad, Marina Abramoviç, Bernie Sanders, Chantal Mouffe, Mohamedou Ould Slahi, Wolfgang Tillmans, Jude Law, Simon Schama, Natalie Haynes, Tino Sehgal and Peter Pomerantsev. 

## Cinema
De Balie is ook een filmtheater met dagelijkse programmering. De films die vertoond worden hebben altijd een maatschappelijk belang, maar worden ook geselecteerd op cinematografische kwaliteit. Rondom filmvertoningen worden er regelmatig speciale programma's georganiseerd met gesprek, zoals in de serie ‘CinéDialoog’. Ook werkt De Balie samen met filmfestivals als IDFA, Amsterdam Polish Film Festival, Eastern Neighbours Festival en Kyiv Critics Week. 

## Zalen
De Balie beschikt over vier theaterzalen (Grote Zaal, Filmzaal, Salon en Pleinzaal). De Grote Zaal van De Balie is in september 2011 gerenoveerd en in klassieke staat hersteld. De zalen van De Balie worden ook verhuurd aan particulieren en bedrijven.

### Grote Zaal
De Grote Zaal van De Balie is de oude rechtszaal van het Amsterdamse Kantongerecht, . De zaal heeft een inschuifbare tribune waardoor er meerdere zaalopstellingen mogelijk zijn. De zaal biedt ruimte aan maximaal 220 bezoekers.

### Filmzaal
De Kleine Zaal wordt voornamelijk gebruikt als filmzaal. Naast filmvoorstellingen wordt de zaal ook gebruikt voor debatten, vergaderingen en kleinschalige lezingen. De zaal biedt plek voor 54 bezoekers.

### Salon
De Salon, die geschikt is voor kleinschalige programma's zoals lezingen, presentaties, debatten en filmvertoningen, is voorzien van een klein podium. De zaal wordt gekenmerkt door authentieke glas-in-loodramen. De salon is tevens bestemd voor vergaderingen of workshops. De zaal heeft een capaciteit van 85 bezoekers.

### Pleinzaal
De Pleinzaal is de enige zaal van De Balie die is gelegen aan de Leidseplein-kant van het gebouw. De zaal wordt gebruikt voor programma's voor een klein publiek, of waarbij de focus ligt op opnames van video of audioproducties die live of op een later moment worden uitgezonden. De zaal wordt gesierd door een permanent kunstwerk van Barbara Broekman. Er passen zo'n 35 bezoekers in de zaal.

## Kritiek
Op 23 januari 2017 vond in De Balie een debat plaats met als thema 'Waarom haten ze ons eigenlijk?', georganiseerd door Stichting Werkelijkheid in Perspectief. Het titel doelde op het onderwerp van de avond: de vraag naar de motivatie van moslimextremisten. Het panelgesprek werd geleid door Geerten Waling, historicus aan de Universiteit Leiden. Leden van het panel waren Paul Cliteur (rechtsfilosoof aan de Universiteit Leiden, sinds 2015 verbonden aan de politieke partij Forum voor Democratie), Wim van Rooy (Vlaamse germanist, filosoof en schrijver), Halim el Madkouri (arabist, islamoloog en gemeenteraadslid namens de Partij van de Arbeid in Culemborg) en Meindert Fennema (emeritus hoogleraar politicologie aan het Instituut voor Migratie en Etnische Studies van de Vrije Universiteit Amsterdam) en voormalig gemeenteraadslid namens GroenLinks in Bloemendaal. Naar aanleiding van een vraag uit het publiek werd er gesproken over de juridische mogelijkheden om Moslims het land uit te zetten. Er was veel ophef over het debat bij onder andere politici, opiniemakers en op sociale media, waarbij op sociale media de hashtag #BoycottdeBalie werd gebruikt. Verschillende sprekers die bij De Balie werden uitgenodigd wezen de uitnodiging af en enkele opiniemakers moedigden het publiek aan om De Balie niet meer te bezoeken. Ook Mona Eltahawy, die was uitgenodigd om in De Balie te spreken over #metoo, zegde haar optreden af toen zij hoorde over de commotie. Haar afzegging kwam in het nieuws en De Balie reageerde erop met een bericht op de website waarin ze het vermoeden uitten dat Eltahawy onjuiste informatie had over het debat, dat De Balie publiekelijk afstand had genomen van de uitspraken in het debat en dat De Balie ook mensen aan het woord wil laten met meningen waar De Balie het niet mee eens is en het als een verantwoordelijkheid beschouwt om "verschillende opvattingen te tonen, te bevragen en te onthullen".